# NGC 505
NGC 505 é uma galáxia lenticular (S0) localizada na direcção da constelação de Pisces. Possui uma declinação de +09° 28' 08" e uma ascensão recta de 1 horas, 22 minutos e 57,1 segundos.
A galáxia NGC 505 foi descoberta em 1 de Outubro de 1864 por Albert Marth.